# Willem Key

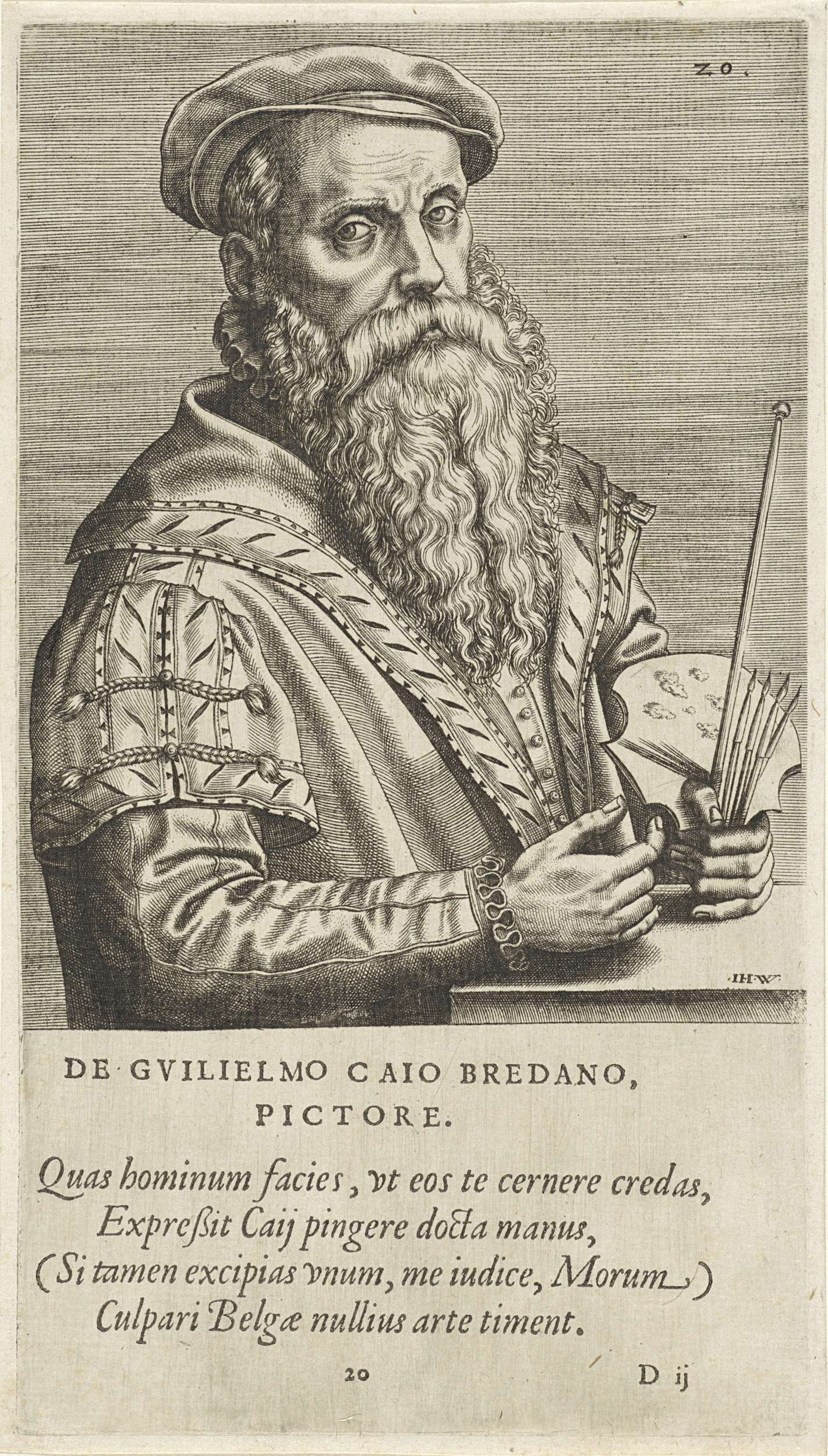
Willem Key, ets door Hieronymus Wierix; prentenkabinet Museum Boijmans Van Beuningen

Willem Adriaensz. Key (Breda, ca. 1516 – Antwerpen, 5 juni 1568) was een Brabants kunstschilder.

## Levensloop

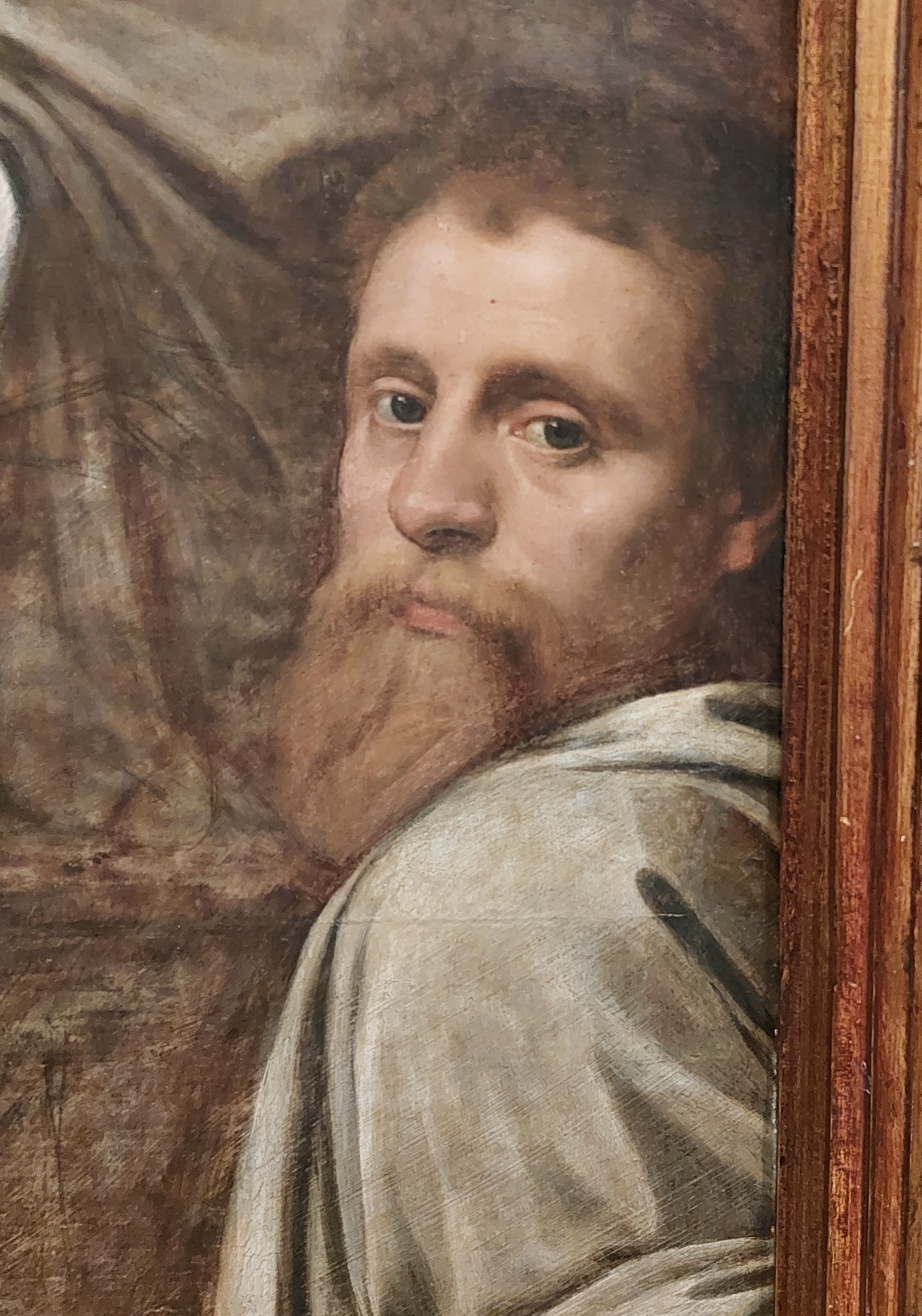
Willem Key, detail Laatste Avondmaal

Volgens Karel van Mander leerde Key samen met Frans Floris de schildersstiel bij Lambert Lombard uit Luik. In 1540 werd hij lid van het Antwerpse Sint-Lucasgilde. Hij was welgesteld en woonde in een groot huis in het centrum van de stad. Key blonk uit in geflatteerde portretten en religieuze stukken, van welke laatste er vele de Beeldenstorm niet hebben overleefd. Zijn Laatste Avondmaal heeft de Reformatie overleefd en is momenteel te zien in het Dordrechts Museum.
Andere werken gingen verloren door de Spaanse Furie.
Key portretteerde onder anderen kardinaal Granvelle en de hertog van Alva. Het verhaal ging dat Key ziek werd van ontzetting toen hij hoorde van de terechtstelling van Egmont en Horne en daarop stierf.

## Galerij

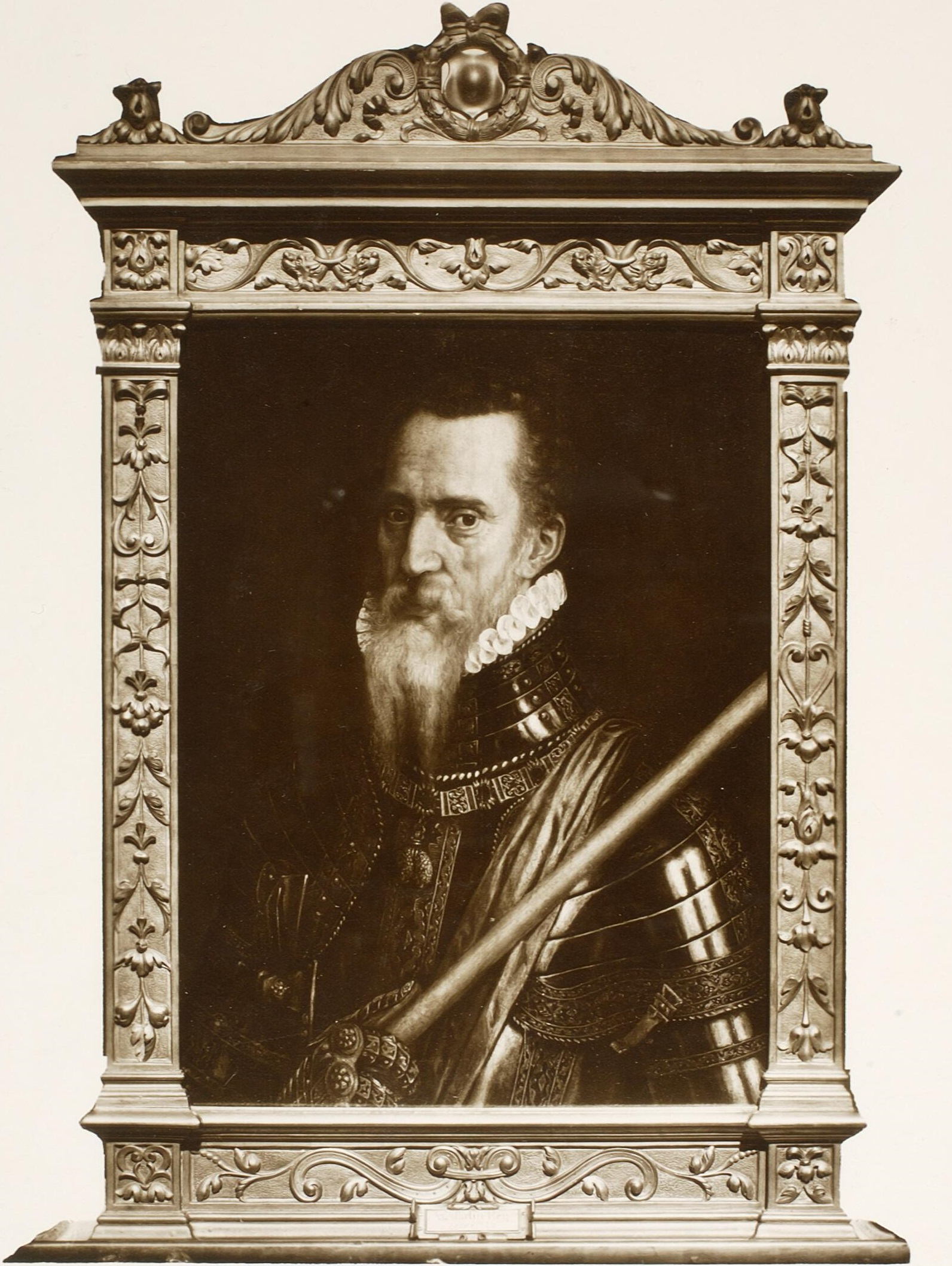
Portret van Ferdinand Alvarez de Toledo, hertog van Alva. 1568.
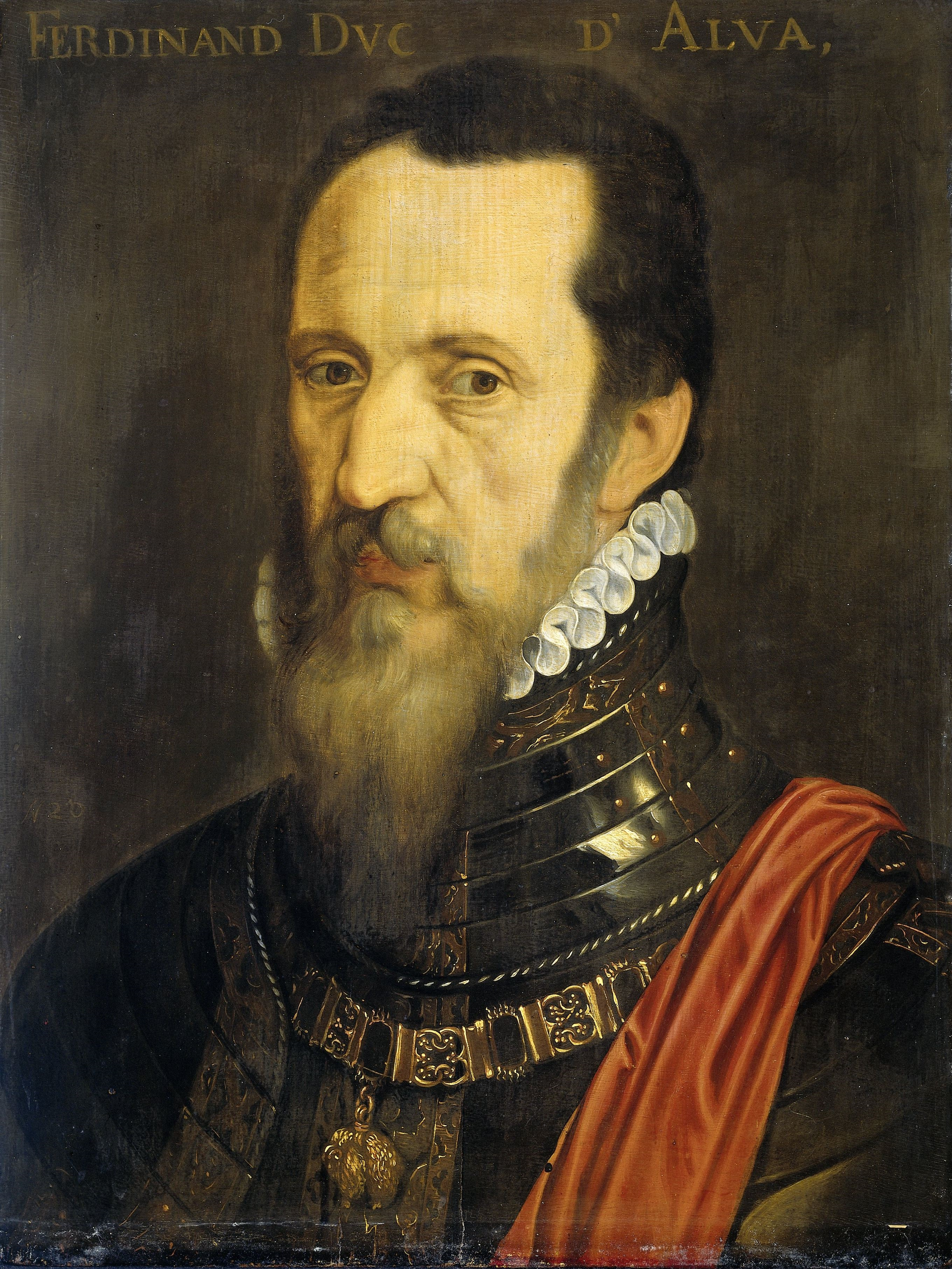
Portret van Ferdinand Alvarez de Toledo, hertog van Alva.
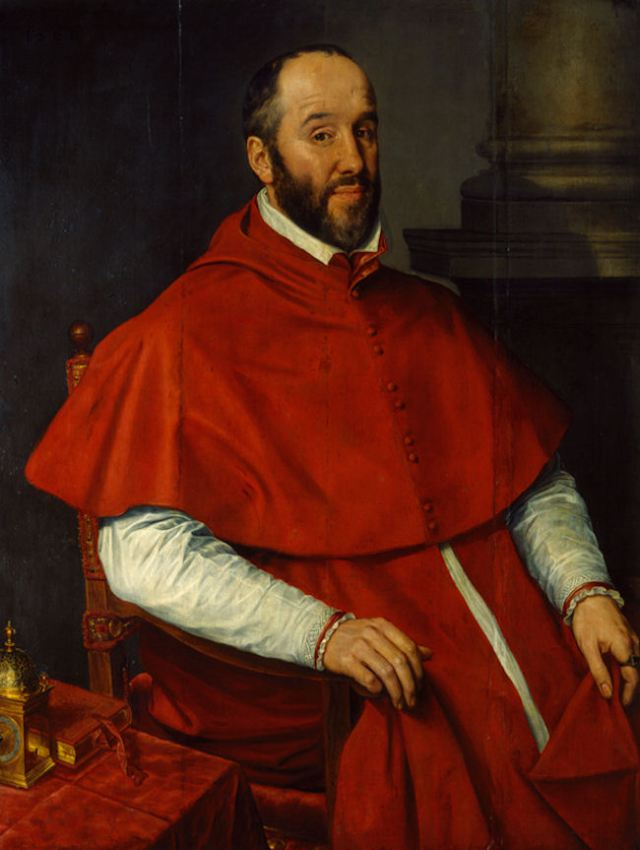
Portret van Granvelle, Weimar.
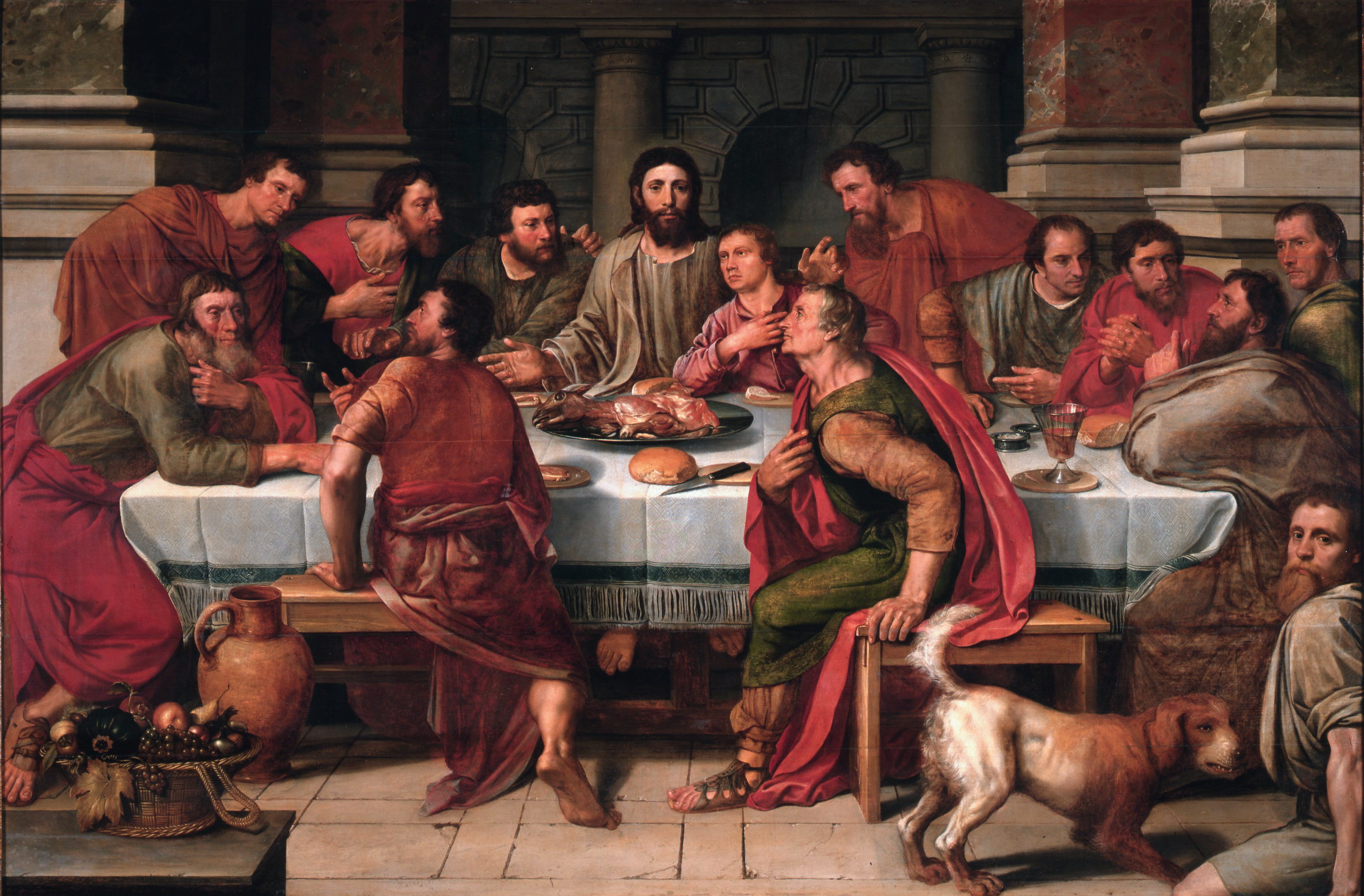
Het laatste avondmaal. Grote Kerk, Dordrecht.